# Ettore Ceresoli
Ettore Ceresoli (Romano di Lombardia, 11 aprile 1970) è un ex altista italiano.
È stato due volte campione italiano della specialità del salto in alto, nel 1993 e nel 1995. Sempre nel 1995 vinse la medaglia d'oro ai Giochi mondiali militari.
Il suo primato personale è di 2 metri e 28 centimetri.

## Biografia
Ottavo ai campionati del mondo di atletica leggera indoor 1995 con 2,28 m e decimo ai Campionati europei di atletica leggera indoor 1998. Ha gareggiato anche ai campionati europei di atletica leggera indoor 1994, senza arrivare in finale.
È stato campione italiano di salto in alto nel 1993 e nel 1995, rivaleggiando con Roberto Ferrari e campione indoor nel 1995 e nel 1998.